# 訃報 1996年7月
訃報 1996年7月（ふほう 1996ねん7がつ）では、1996年（平成8年）7月中に物故した、又は物故が報じられた人物についてまとめる。

## （1日 - 15日）

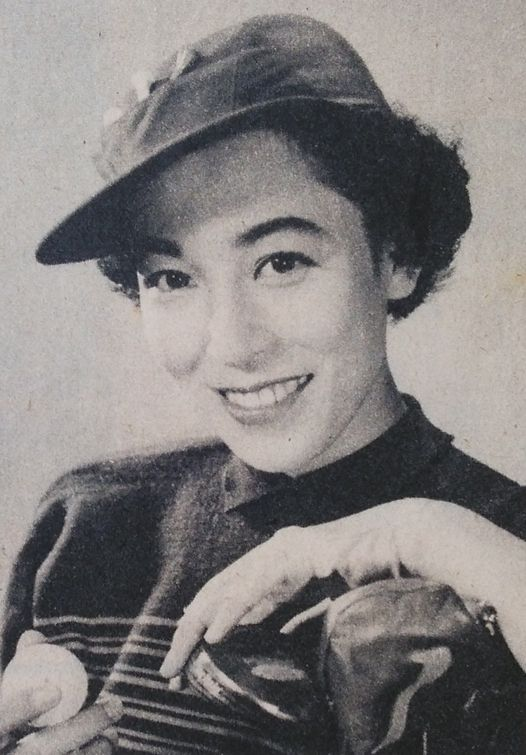
久慈あさみ / 7月11日没

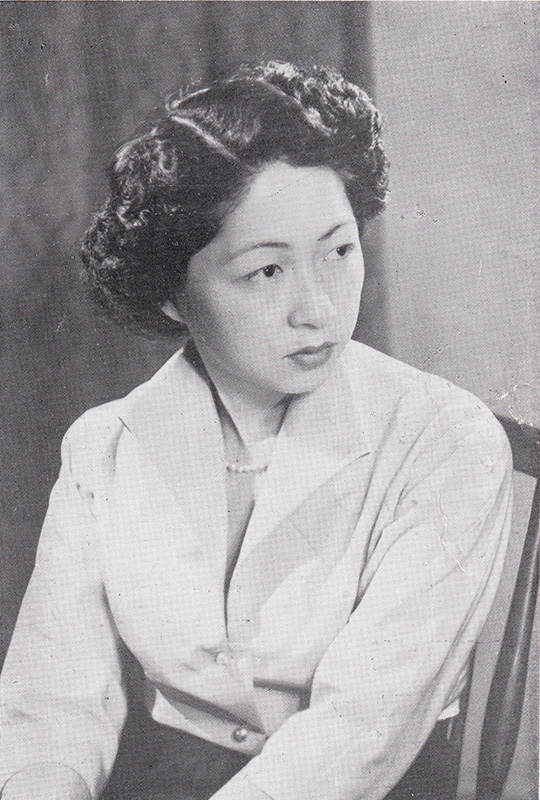
安川加壽子 / 7月12日没

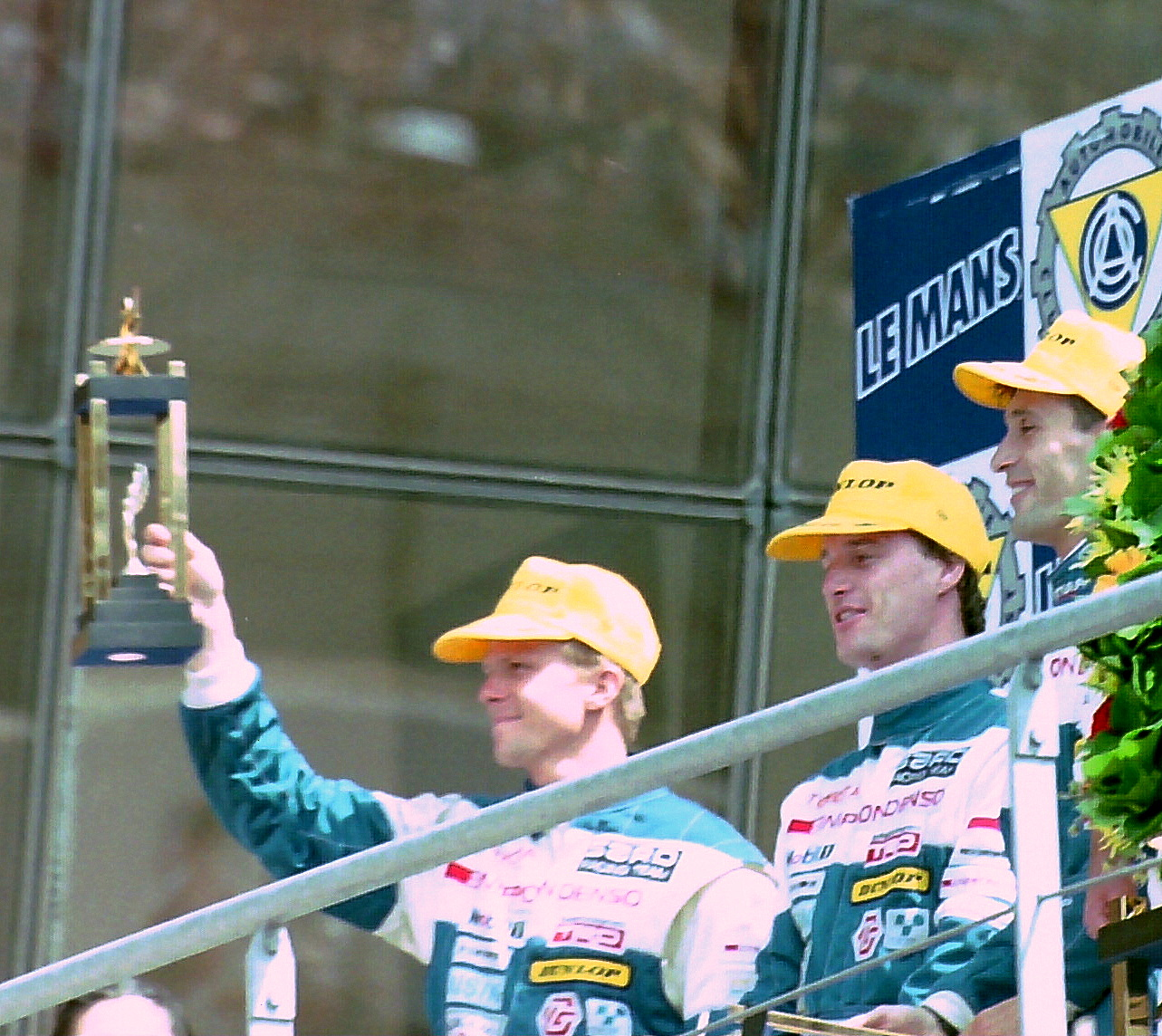
ジェフ・クロスノフ / 7月14日没

- 7月3日 - 倉成正、政治家、元外務大臣（* 1918年）
- 7月5日 - 坪井東、実業家（* 1915年）
- 7月5日 - 木村好夫、作曲家、ギタリスト（* 1934年）
- 7月6日 - 金関寿夫、英文学者、翻訳家（* 1918年）
- 7月8日 - ジム・バーマ、元プロ野球選手（* 1931年）
- 7月9日 - 大塚久雄、経済史研究者（* 1907年）
- 7月11日 - 久慈あさみ、女優、歌手（* 1922年）
- 7月12日 - 安川加壽子、ピアニスト（* 1922年）
- 7月14日 - 君島一郎、服飾デザイナー（* 1929年）
- 7月14日 - ジェフ・クロスノフ、レーシングドライバー（* 1964年）

## （16日 - 31日）

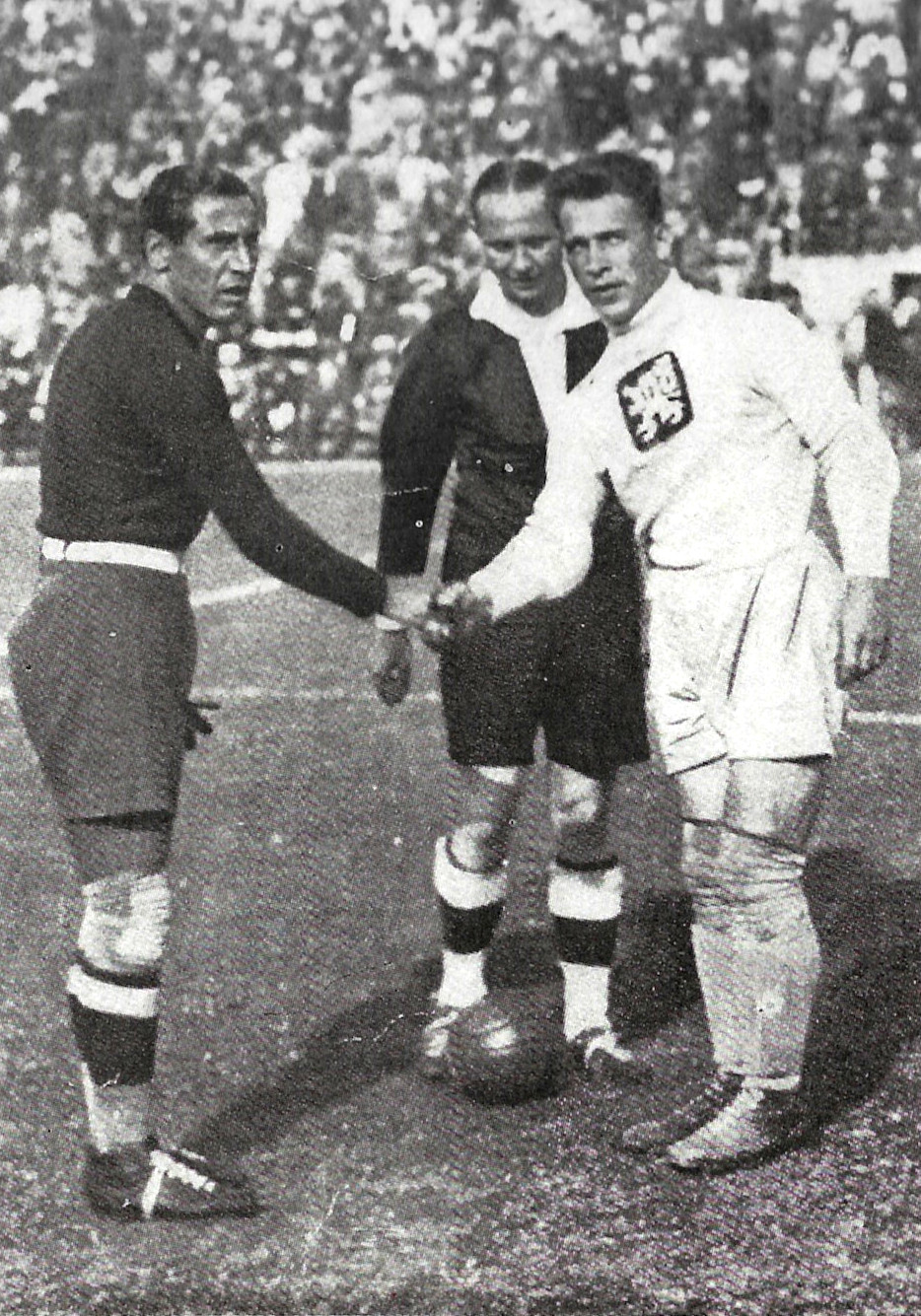
フランティシェク・プラーニチカ（右） / 7月20日没

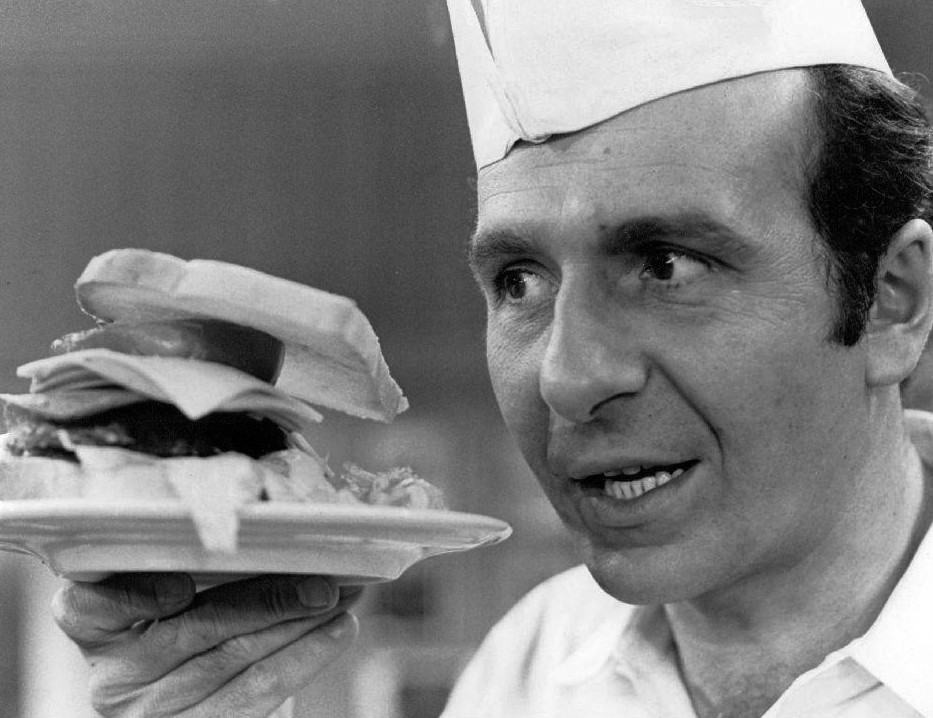
ハーブ・エデルマン / 7月21日没

- 7月20日 - フランティシェク・プラーニチカ、サッカー選手（* 1904年）
- 7月21日 - ハーブ・エデルマン、俳優(* 1933年)
- 7月26日 - 伊勢川真澄、元プロ野球選手（* 1921年）
- 7月27日 - 若泉敬、国際政治学者（* 1930年）
- 7月27日 - 神田武幸、アニメーション監督（* 1943年）
- 7月30日 - 長谷有洋、声優、俳優（* 1965年）